# Clément-Pierre Marillier
Pour les articles homonymes, voir Marillier.
Clément-Pierre Marillier est un dessinateur et graveur en taille-douce et à l'eau-forte français né à Dijon le 20 juin 1740. Il vécut rue Saint-Jacques à Paris puis se retira dans sa propriété de Boissise-la-Bertrand (le château de Beaulieu-sur-Seine), dans l'arrondissement de Melun, où il est mort le 11 août 1808.

## Biographie
Clément-Pierre Marillier, né du mariage de Jean-Baptiste Marillier, joueur d'instruments (« modeste ménétrier qui supplantait parfois l'organiste de Saint-Bénigne ») et de Catherine Bouée, doit sa première formation artistique dans sa ville natale au peintre Morlot, dont nous savons uniquement qu'il fut actif à Dijon et Lunéville et que l'église Saint-Philibert de Dijon possède de lui une Descente de Croix. Ce premier maître, reconnaissant ses dispositions en peinture, fait admettre Clément Pierre Marillier en 1760 à Paris chez l'académicien Noël Hallé qu'il quitte après deux années, dans la nécessité financière de soutenir sa très modeste famille, s'éloignant en même temps de la peinture en faveur du dessin et de la gravure à l'eau-forte, alors en vogue et de ressources plus immédiates, « trouvant honneur et profit à illustrer des romans, des poésies, des contes, des voyages ». Par cette seconde et définitive vocation, il devient l'ami d'Augustin de Saint-Aubin. 
Le 25 mars 1766, Clément-Pierre Marillier épouse Marie-Thérèse Brusley (? - juillet 1801) en l'église Saint-Benoît-le-Bétourné. Le ménage n'aura pas d'enfant.
Il fournit de nombreux dessins pour la gravure, notamment pour Pierre Duflos le Jeune et pour des livres illustrés. Il illustre en particulier Le Cabinet des fées. Louis Michel Halbou, mais surtout Emmanuel De Ghendt, gravent en vignettes ses compositions. Pour varier ses occupations, Marillier passe du dessin à la taille-douce et à l'eau-forte ; il a pourtant peu gravé, estime Théophile Lhuillier, « et seulement d'après ses propres dessins : à peine connaît-on quatre ou cinq planches à l'eau-forte d'après d'autres artistes ».
C'est en juillet 1775 que Clément-Pierre Marillier acquiert le château du XVIIe siècle de Beaulieu, à Boissise-la-Bertrand, commençant à y séjourner fréquemment avant de s'y retirer définitement en 1786. Il y possède des vignes, « chaque automne ramenant chez lui un groupe de Parisiens heureux de se joindre aux vendanges », tels Jean-Michel Moreau, Nicolas de Launay ou Nicolas Ponce.
En même temps que son ami le graveur Nicolas Ponce, Clément-Pierre Marillier rallie la cause de la Révolution française, « prononçant à Melun des discours saluant l'ère de la liberté ». Lorsqu'avec le découpage administratif de l'Assemblée constituante le village de Boissise-la-Bertrand devient chef-lieu de canton, Clément-Pierre Marillier, depuis son château de Beaulieu-sur-Seine, « y vivant en sage entre les arts et les fonctions administratives », devient en 1792 membre du conseil général de l'administration départementale de Seine-et-Marne (il en est porté à la présidence le 13 novembre 1792), président de l'assemblée de canton du 20 brumaire au 13 nivôse an IV, puis juge de Paix du canton en l'an VII (1799) et membre du conseil d'arrondissement en l'an X (1802). Il est enfin maire de Boissise-la- Bertrand de février 1808 (la lettre du 17 février de Clément-Pierre Marillier au préfet à propos de cette fonction est conservée par la bibliothèque de l'université de Princeton) au mois d'août suivant où il succombe des suites d'un accident cardio-vasculaire. Ses traits ne nous sont pas connus, n'ayant semble-t-il jamais été peints ni gravés par aucun des nombreux artistes qu'il côtoya.

## Œuvre

### Contributions bibliophiliques

#### Décennie 1760
- Friedrich Gottlieb Klopstock (traduction de l'abbé Roman), La mort d'Adam, frontispice gravé par Pierre Gabriel Berthault et 3 eaux-fortes d'après Clément-Pierre Marillier, Prault, Paris, 1762.
- Anonyme, Étrennes ecclésiastiques, histoire et topographie de l'archevêché de Paris, frontispice gravé par Pierre-Gabriel Berthault d'après Clément-Pierre Marillier, Delalain et Desnos, Paris, 1762, réédition titrée Archevêché de Paris, divisé en ses trois archidiaconés, en ses deux archiprêtés et subdivisé en ses sept doyennés ruraux en 1764.
- L'imitation de Jésus-Christ, anonyme, traduction de Joseph Valart, frontispice par Joseph de Longueil et figures d'après Clément-Pierre Marillier, chez Barbou, Paris, 1764 (réimprimé en 1773 et en 1789, mêmes gravures).
- François-Thomas-Marie de Baculard d'Arnaud, Les amants malheureux ou le Comte de Comminges, suivi de Lettre de l'abbé de Rancé à un ami, écrite en son abbaye de la Trappe par Nicolas Barthe, frontispice gravé par Jean Massard et figures d'après Clément-Pierre Marillier, L'Esclapart, Paris, 1765.
- James Thomson, Les Saisons, frontispice gravé par Nicolas de Launay et 2 figues d'après Clément-Pierre Marillier, 1766.
- Alessandro Tassoni, Le seau enlevé, en-têtes et culs-de-lampe de Clément-Pierre Marillier, 2 volumes, Prault et Durand, 1766.
- Charles-Germain de Saint-Aubin, Premier et deuxième recueils de chiffres inventés par de Saint-Aubin, gravures de Clément-Pierre Marillier d'après Charles-Germain de Saint-Aubin, Veuve Chéreau, Paris, 1766 et 1770.
- James Ridley, Les contes des génies ou les charmantes leçons Horam, fils d'Asmar, frontispice et douze vignettes non signées d'après Clément-Pierre Marillier, 2 volumes, Marc-Michel Rey, Amsterdam, 1767.
- L'Arioste, Roland furieux, 10 vignettes d'après Clément-Pierre Marillier, 1767.
- François-Thomas-Marie de Baculard d'Arnaud, Anecdotes et nouvelles, figures, vignettes et culs-de-lampe d'après Clément-Pierre Marillier, 1767.
- Barnabé Farmian Durosoy, Les Sens, poème en six chants, titre gravé par Joseph de Longueil d'après Clément-Pierre Marillier, deuxième édition, Paris, 1767.
- Louis-Sébastien Mercier, Contes moraux ou les hommes comme il y en a peu, figures gravées par Nicolas de Launay et Emmanuel De Ghendt d'après Clément-Pierre Marillier, 2 volumes, chez Mélin, Paris, 1768.
- Louis-Sébastien Mercier, Jenneval ou le Barnevelt français, figure gravée par Emmanuel De Ghendt d'après Clément-Pierre Marillier, Le Jay, Paris, 1768.
- Edward Young, Les nuits, 2 frontispices gravés par Charles-André Mercier d'après Clément-Pierre Marillier, 2 volumes, Le Jay, Paris, 1768.
- Pierre-Antoine de La Place, Oronoko ou le prince nègre, imitation de l'anglais (d'après Aphra Behn), 5 figures gravées par Bernard Baron d'après Clément-Pierre Marillier, chez Vente, Paris, 1769.
- Anonyme, État actuel de la musique du Roi et des trois spectacles de Paris, titre, frontispice et 3 figures gravés par Jean-Michel Moreau et Baron d'après Clément-Pierre Marillier (autres gravures par Louis-Joseph Masquelier d'après Charles-Nicolas Cochin), 1769, réimprimé en 1774 et 1777.

#### Décennie 1770

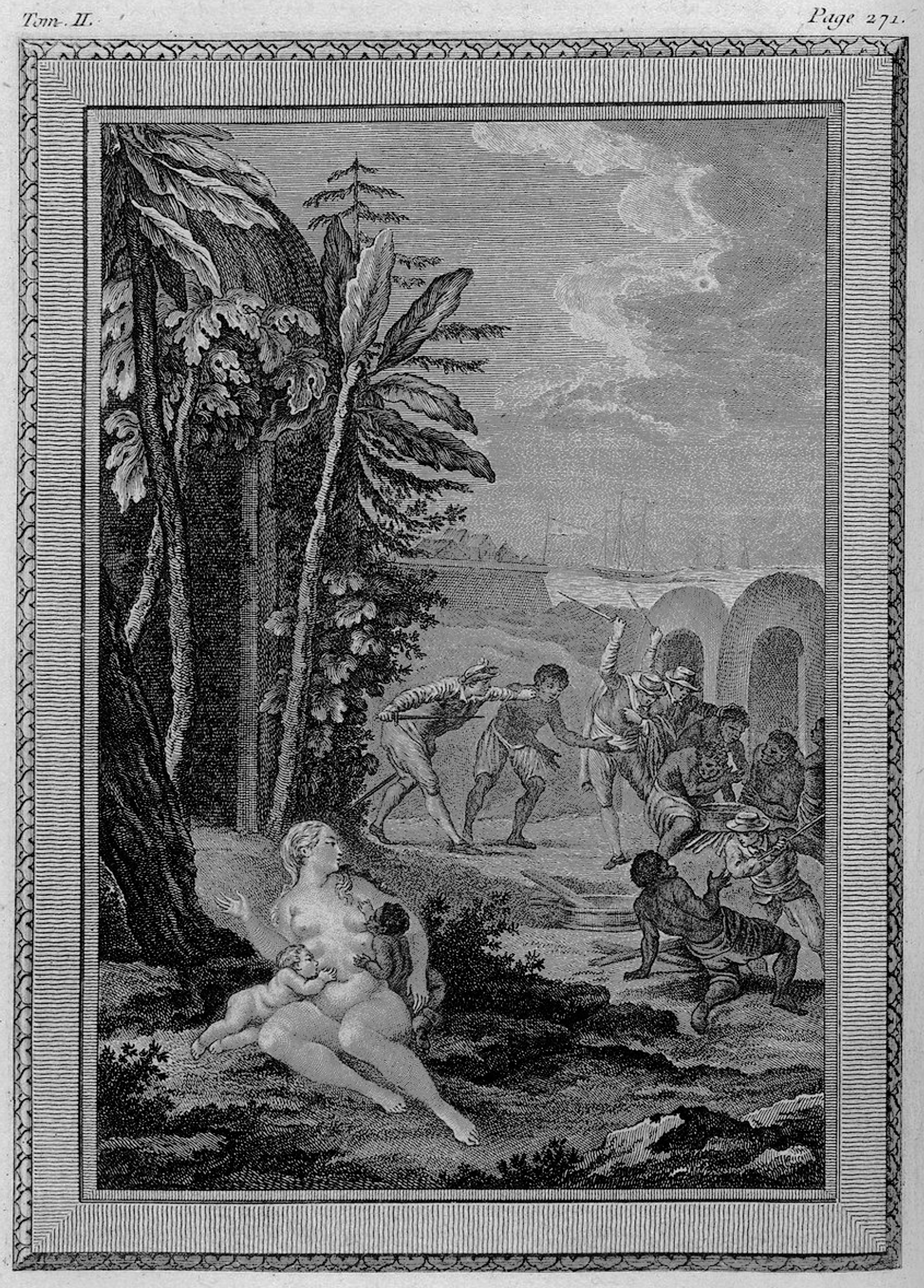
Histoire des deux Indes, Nature nourrit avec le même amour les enfants blanc et noir, 1775

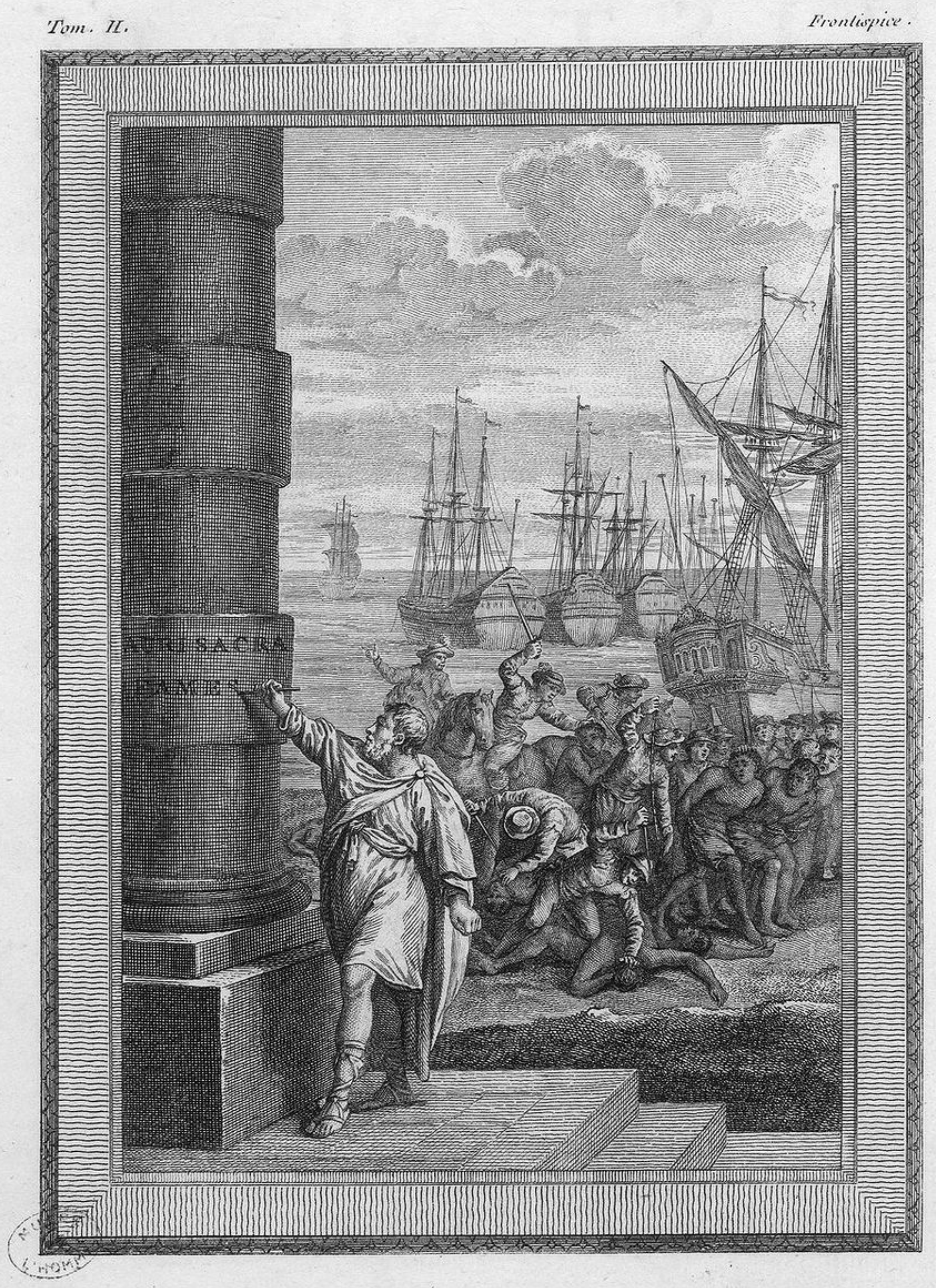
Histoire des deux Indes, philosophe traçant les mots "Auri Sacra Fames (la faim de l'or)" sur fond de massacre et de mise en esclavage, 1775

- Edme-Louis Billardon de Sauvigny, Apologues orientaux dédiés à Monseigneur le Dauphin, Duchesne, Paris, 1770.
- Claude-Joseph Dorat, Les baisers, précédés du mois de mai, figures et 46 vignettes ou culs-de-lampe gravés par Aliamet, Nicolas de Launay, Joseph de Longueil et Louis-Joseph Masquelier d'après Clément-Pierre Marillier et Charles Eisen, Delalain, Paris, 1770.
- François-Guillaume Desfontaines, Les bains de Diane, poème, titre et 3 figures gravés par Emmanuel De Ghendt, Jean Massard, Nicolas Ponce et Nicolas-Joseph Voyez l'Aîné d'après Clément-Pierre Marillier, chez Costard, Paris, 1770.
- Louis-Sébastien Mercier, Le déserteur, figure gravée par Emmanuel De Ghendt d'après Clément-Pierre Marillier, Le Jay, Paris, 1770.
- Charles de la Vieuville, marquis de Saint-Chamond et Marie-Jeanne Riccoboni, Ah ! Que c'est bête !, gravures de Louis Michel Halbou d'après Clément-Pierre Marillier, Paris, 1770.
- Missel de Noyon, frontispice gravé par Antoine-François Hémery d'après Clément-Pierre Marillier, 1770.
- Nicolas-Germain Léonard, Poésies pastorales, titre gravé par Emmanuel De Ghendt d'après Clément-Pierre Marillier (2 autres vignettes par Charles Eisen), Le Jay, Paris, 1771.
- Louis-Sébastien Mercier, Olinde et Sophronie, figure gravée par Antoine-Jean Duclos d'après Clément-Pierre Marillier, Le Jay, Paris, 1771.
- Dom Charles Jean-Baptiste Devienne, Histoire de Bordeaux, frontispice gravé à l'eau-forte de Clément-Pierre Marillier, Bordeaux, 1771.
- Louis-Sébastien Mercier, Le faux-ami, figure gravée par Emmanuel de Ghendt d'après Clément-Pierre Marillier, 1772.
- Louis-Sébastien Mercier, L'indigent, figure gravée par Nicolas-Joseph Voyez l'Aîné d'après Clément-Pierre Marillier, Le Jay, Paris, 1772.
- René Rapin, Herborum Libri IV - Poème des Jardins, frontispice gravé par Joseph de Longueil d'après Clément-Pierre Marillier, Dufour, Paris, 1773.
- Claude-Joseph Dorat, Fables allégoriques ou philosophiques et Fables nouvelles, gravures de Jean-Charles Baquoy, Pierre Duflos le Jeune, Emmanuel De Ghendt, Yves-Marie Le Gouaz, Nicolas de Launay, Pierre Adrien Le Beau, Jacques Le Roy, Joseph de Longueil, Louis-Joseph Masquelier et François Denis Née d'après Clément-Pierre Marillier, chez Delalain, Paris, 1772 et 1773.
- Edme-Louis Billardon de Sauvigny, Parnasse des Dames ou choix de pièces de quelques femmes célèbres en littérature (de), frontispice, titres et 15 vignettes (dont 9 portraits gravés par Nicolas Ponce) d'après Clément-Pierre Marillier, 9 volumes, Ruault, Paris, 1773.
- Louis-Sébastien Mercier, Épître d'Héloïse et Abélard imitée d'Alexander Pope, frontispice, vignette et cul-de-lampe gravés par Pierre Adrien Le Beau et François Denis Née d'après Clément-Pierre Marillier, Veuve Duchesne, Paris, 1774.
- Claude-Sixte Sautreau de Marsy, Recueil des meilleurs contes en vers 2 vignettes et 2 culs-de-lampe gravés par Emmanuel De Ghendt d'après Clément-Pierre Marillier, Delalain, 1774.
- Gaspard Guillard de Beaurieu, L'élève de la nature, 3 volumes, figure en taille-douce de Clément-Pierre Marillier, 1774.
- Pierre Fulcrand de Rosset, L'agriculture, vignettes et fleurons de Clément-Pierre Marillier, Imprimerie royale, 1774.
- Barthélemy Imbert, Historiettes, ou nouvelles en vers, Vignettes de Clément-Pierre Marillier et Jean-Michel Moreau, Amsterdam, 1774.
- François-Thomas-Marie de Baculard d'Arnaud, Nouvelles historiques, 3 volumes, figures gravées par Nicolas de Launay, Étienne Fessard, Louis Michel Halbon, Joseph de Longueil, Philippe Trière d'après Clément-Pierre Marillier, Charles Eisen et Jean-Jacques Le Barbier, Delalain, Paris, 1774-1783.
- Guillaume-Thomas Raynal, Histoire philosophique et politique des établissements de commerce des Européens dans les deux Indes, 3 volumes, 3 vignettes et 7 figures par Clément-Pierre Marillier, Genève, 1775.
- Adrien-Michel-Hyacinthe Blin de Sainmore, Joachim ou le triomphe de la piété filiale, figure gravée par Pierre Duflos le Jeune d'après Clément-Pierre Marillier, Les libraires associés, Paris, 1775.
- Adrien Richer, Théâtre du monde, où, par des exemples tirés des auteurs anciens et modernes, les vertus et les vices sont mis en opposition, 20 figures gravées par Jean Dambrun, Jean-Louis Delignon, Charles-Étienne Gaucher d'après Clément-Pierre Marillier et Jean-Michel Moreau, Saillant, Paris, 1775.
- Voltaire, Théâtre, figure gravée par Élisabeth Thiébault d'après Clément-Pierre Marillier, Genève, 1775.
- Jean-Paul-André Razins de Saint-Marc, Œuvres, vignettes de Clément-Pierre Marillier, Genève, 1775.
- Laurent Angliviel de La Beaumelle, Commentaire de La Henriade, titre avec portraits médaillons de Voltaire, La Baumelle et Élie Fréron par Clément-Pierre Marguillier et Saint-Aubin, Le Jay, Paris, 1775.
- Antoine Court de Gébelin, Le monde primitif analysé et comparé avec le monde moderne, 9 volumes, 41 planches dessinées par Clément-Pierre Marillier et Claude Bornet, Durand, Paris, 1775-1787.
- François-Thomas-Marie de Baculard d'Arnaud, Les Épreuves du sentiments, 27 figures, 27 vignettes et 27 culs-de-lampe gravés par Louis Binet, Étienne Fessard, Emmanuel De Ghendt, Louis Michel Halbou, Nicolas de Launay, d'après Clément-Pierre Marillier, Charles Eisen et Jean-Jacques Le Barbier, 6 volumes, Delalain, Paris, 1775-1780.
- Arnaud Berquin, Idylles suivi de Romances, 2 volumes, frontispice et 24 gravures en taille-douce de Charles-Étienne Gaucher, Emmanuel de Ghendt, Nicolas de Launay, Yves-Marie Le Gouaz, Louis-Joseph Masquelier et Nicolas Ponce d'après Clément-Pierre Marillier, Ruault, Paris, 1775 et 1776.
- Fanny de Beauharnais, Mélandes de poésies fugitives et de prose sans conséquence, 2 volumes, 2 frontispices et 4 figures gravés par Emmanuel De Ghendt, François Godefroy, Pierre Adrien Le Beau, François Denis Née et Nicolas Ponce d'après Clément-Pierre Marillier, Delalain, Amsterdam et Paris, 1776.
- Jean-Baptiste de Grécourt, Œuvres choisies, 2 volumes, 2 frontispices de Nicolas de Launay d'après Clément Marillier, Genève, 1777.
- Le Tasse, La Jérusalem délivrée, portrait du Tasse gravé par Nicolas de Launay d'après Clément-Pierre Marillier, Cazin, Genève, 1777.
- Paul Jérémie Bitaubé, Joseph, poème en prose, 2 volumes, 9 figures gravées par François Denis Née d'après Clément-Pierre Marillier, Genève, 1777.
- François-Joachim de Pierre de Bernis, Œuvres complètes, 2 volumes, frontispice gravé par Nicolas de Launay d'après Clément-Pierre Marillier, Cazin, Paris, 1777.
- Charles-Auguste de La Fare, Poésies, frontispice gravé par Nicolas de Launay d'après Clément-Pierre Marliier, Cazin, Paris, 1777.
- Jean de La Fontaine, Fables choisies, frontispice gravé par Nicolas de Launay d'après Clément-Pierre Marillier, Cazin, Genève, 1777.
- Edme-Louis Billardon de Sauvigny, Poésies de Sapho, portrait-médaillon gravé par Nicolas de Launay d'après Clément-Pierre Marillier, Amsterdam, 1777.
- Germain François Poullain de Saint-Foix, Œuvres, 6 volumes, frontispice et figure gravés par Louis Michel Halbou et Pierre Adrien Le Beau d'après Clément-Pierre Marillier, Veuve Duchesne, Paris, 1778.
- Voltaire, Romans et contes, 3 volumes, figures de Clément-Pierre Marillier, édition de Bouillon, 1778.
- Claude-Sixte Sautreau de Marsy, Le petit chansonnier, 3 volumes, 2 titres dessinées et gravées par Clément-Pierre Marillier (le 3e est de Jean-Michel Moreau), Duchesne, Genève et Paris, 1778.
- Alexander Pope, Œuvres complètes, 8 volumes, 17 figures gravées Par Jean B. Dambrun, Pierre Duflos le Jeune, François Godefroy, Charles-Étienne Gaucher, Charles-François-Adrien Macret et Antoine-Louis Romanet, portrait dessiné par Clément-Pierre Marillier d'après Godfrey Kneller et gravé par Pierre Adrien Le Beau, Éditions de l'abbé Joseph de La Porte, 1779.
- Pline l'Ancien, Caii Plinii Secundi Historiæ naturalis libris XXXVII, 6 volumes, frontispice gravé par Pierre Duflos le Jeune d'après Clément-Pierre Marillier, J. Barbou, Paris, 1779.
- Jean-François de La Harpe, Tangu et Félime, poème érotique, frontispice et 4 gravures de Clément-Pierre Marillier, Pissot, Paris, 1779.
- Jean-Baptiste Gresset, Œuvres, 2 volumes, frontispice du chant IV (Vert-Vert de Clément-Pierre Marillier, Hubert Cazin, 1779.

#### Décennie 1780
- Claude-Joseph Dorat, Mélanges de poésies fugitives et de prose sans conséquence, suivis de Volsidor et Zulménie, conte pour rire, gravures d'Emmanuel De Ghendt, François Godefroy, Pierre Adrien Le Beau et Nicolas Ponce d'après Clément-Pierre Marillier, chez Delalain, Paris, 1780.
- Pierre-François Godard de Beauchamps, Les amours d'Ismène et d'Isménias, frontispice gravé par Nicolas de Launay d'après Clément-Pierre Marillier, Cazin, Genève, 1781.
- Poésies satiriques du XVIIIe siècle, 2 tomes en 1 volume, 2 frontispices dessinés et gravés par Clément-Pierre Marillier, Hubert Cazin, Londres, 1781.
- Pierre-Joseph Bernard, Œuvres complètes, figures gravées par Nicolas de Launay d'après Clément-Pierre Marillier, Cazin, Paris, 1781.
- Jean-Claude Richard de Saint-Non, Voyage pittoresque, ou description du voyage de Naples et de Sicile, 5 volumes, vignettes, fleurons et culs-de-lampe gravés par Pierre-Philippe Choffard et Joseph de Longueil d'après Clément-Pierre Marillier, chez Jean-Baptiste Delafosse, Paris, 1781-1786.
- Stanislas de Boufflers, Œuvres, frontispice, figure gravée par Nicolas de Launay, d'après Clément-Pierre Marillier, Cazin, Paris, 1782.
- Chevalier de Langeac, Colomb dans les fers, frontispice-portrait, vignette et cul-de-lampe gravés par Nicolas de Launay d'après Clément-Pierre Marillier, Alexandre Jombert et Jacques Esprit, Londres et Paris, 1782.
- Foucher d'Obsonville, Essais philosophiques sur les mœurs des divers animaux étrangers, frontispice gravé par Nicolas de Launay d'après Pierre-Clément Marillier, Couturier, Paris, 1783.
- Jean-Jacques Rousseau, Œuvres choisies, gravures de François Robert Ingouf (Portrait de Jean-Jacques Rousseau) et Emmanuel De Ghendt d'après Clément-Pierre Marillier, Londres, 1783.
- Alain-René Lesage, Œuvres choisies, 15 volumes, gravures de Borgnet, Jean B. Dambrun, Delignon, Rémi Delvaux, Nicolas de Launay, Pierre Adrien Le Beau, Joseph de Longueil d'après Clément-Pierre Marillier, chez Cuchet, rue et hôtel Serpente, Paris, 1783.
- Plutarque (traduction de Jacques Amyot), Œuvres, 25 volumes, vignettes de Clément-Pierre Marillier, Cussac, 1783, 1785.
- Antoine François Prévost, Œuvres choisies de l'abbé Prévost, avec figures, 39 volumes, 78 gravures d'après Clément-Pierre Mariller, chez Cuchet, rue et hôtel Serpente, Paris, 1783, 1784 et 1785.
- Samuel Richardson, Lettres anglaises ou histoire de Miss Clarisse Harlowe, 11 volumes, portrait et 17 figures non signées gravées par Charles-Eugène Duponchel d'après Clément-Pierre Marillier, Cazin, Paris, 1784.
- Jean-Pierre Claris de Florian, Œuvres, 9 volumes, figures et vignettes de Clément-Pierre Marillier, Didot, Paris, 1784-1802.
- Jean-Baptiste de Junquières, Caquet Bonbec la poule à ma tante, poème badin, frontispice, 8 vignettes et 6 culs-de-lampe gravées par Emmanuel De Ghendt, Yves-Marie Le Gouaz et Nicolas Ponce d'après Clément-Pierre Marillier, Imprimerie royale, 1785.
- Le Cabinet des fées, ou collection choisie de contes de fées et autres contes merveilleux, 41 volumes, 120 gravures, chacun volume contenant 3 gravures par Berthet, Biosse, Choffard, Langlois, Legrand, Joseph de Longueil,... d'après Clément-Pierre Marillier, chez Cuchet, rue et hôtel Serpente, Paris, 1785.
- Prosper Jolyot de Crébillon, Œuvres complètes, 3 volumes, Portrait de Crébillon père dessiné par Clément-Pierre Marillier d'après Quentin de La Tour, neuf figures hors-texte par Jean B. Dambrun, Charles-Eugène Duponchel, François Robert Ingouf, Charles-François-Adrien Macret et Philippe Trière d'après Clément-Pierre Marillier, Les libraires associés, 1785.
- Abrégé de l'histoire universelle en figures, 2 volumes, 89 vignettes à mi-page et 150 dessins gravés par Baquoy, Pierre Duflos le Jeune d'après Clément-Pierre Marillier, Duflos, Paris, 1785.
- Charles-Joseph de Mayer, Les aventures et plaisante éducation du courtois chevalier Charles le bon, Sire d'Armagnac, 3 volumes, figures gravées par Rémi Delvaux et Pierre Adrien Le Beau d'après Clément-Pierre Marillier, Paris, Amsterdam, 1785.
- Pierre Brumoy, Théâtre des Grecs, 13 volumes, figure de Clément-Pierre Marillier, Paris, 1785-1789.
- Louis-Sébastien Mercier, L'an 2440, 3 figures gravées par Emmanuel De Ghendt d'après Clément-Pierre Marillier, 1786.
- Homère, Œuvres complètes, 4 volumes, portrait d'Homère et 24 vignettes gravées par Jean B. Dambrun, Emmanuel De Ghendt, Nicolas de Launay, Nicolas Ponce d'après Clément-Pierre Marillier, Imprimerie de Didot l'aîné, 1786-1788.
- Montesquieu, Œuvres, portrait gravé par Nicolas de Launay d'après Clément-Pierre Marillier, Cazin, Genève, 1787.
- Daniel Defoe, Denis Vairasse, Savinien de Cyrano de Bergerac, Nicolas Bricaire de la Dixmerie, Jean de La Fontaine, Montesquieu, Voltaire, Jonathan Swift[8]..., Voyages imaginaires, songes, visions et romans caballistiques, 39 volumes, gravures de Louis-Sébastien Berthet, Jean-François Borgnet, Rémi Delvaux, Nicolas de Launay d'après Clément-Pierre Marillier, chez Charles-Georges-Thomas Garnier, Paris, 1787, 1788, 1789 (présentation en ligne).
- Jean-Jacques Rousseau, Œuvres complètes, 26 figures, frontispices et vignettes d'après Clément-Pierre Marillier, Louis-Sébastien Mercier éditeur scientifique, chez Claude Poinçot libraire, 1788-1789[9].

#### Décennie 1790
- Jean-François Regnard, Œuvres complètes, 11 figures gravées par Delignon et Duponchel d'après Clément-Pierre Marillier et Jean-Michel Moreau, Veuve Duchesne, Paris, 1790.
- Louis-Élisabeth de La Vergne de Tressan, Œuvres choisies du comte de Tressan, 12 volumes, gravures de Louis Croutelle, Rémi Delvaux, Emmanuel De Ghendt, Nicolas de Launay et Charles Emmanuel Patas d'après Clément-Pierre Marillier, vol. 1 à 9 chez Cuchet, rue et hôtel Serpente, 1787, vol. 10 chez Maradan, 1789, vol 11 et 12 chez Desray, 1791.
- Anonyme, Sophie ou les mémoires d'une jeune religieuse, écrits par elle-même, adressés à la Princesse de L. et publiés par Madame G., figure gravée par Pierre Adrien Le Beau d'après Clément-Pierre Marillier, Belin, Paris, 1790.
- Fénelon, Télémaque, 2 volumes, 24 vignettes de Clément-Pierre Marillier, Imprimerie de Monsieur, 1790.
- La sainte Bible, contenant l'Ancien et le Nouveau Testament, traduite en français sur la Vulgate par Lemaistre de Sacy, 12 volumes, gravures de Louis-Charles Chateau, Jean B. Dambrun, Philippe Trière et Emmanuel de Ghendt d'après Clément-Pierre Marillier, Defer de Maisonneuve, Paris, 1789-1804.
- Claude-Joseph Dorat, Les victimes de l'amour, ou lettres de quelques amants célèbres, précédées d'une pièce sur la mélancolie, et suivies d'un poème lyrique et autres pièces, gravures d'Emmanuel de Ghendt d'après Claude-Pierre Marillier, chez Delalain, Paris, 1790.
- Nicolas Ponce (auteur des notices biographiques), Les illustres Français, gravures de Nicolas Ponce d'après Clément-Pierre Marillier, édité par Nicolas Ponce, 1790.
- Salomon Gessner, Œuvres complètes, 2 volumes, 2 titres en frontispices gravés par Nicolas Ponce d'après Clément-Pierre Marillier, Dufart, Paris, 1790.
- Honoré-Gabriel Riqueti de Mirabeau, Tibulle, suivi de contes et nouvelles, gravures de Jean-Baptiste-Michel Dupréel d'après Clément-Pierre Marillier, rue Saint-André des-Arts, Paris, 1798.

#### Décennie 1800
- Théodore Vernier, La vie et les œuvres de Sénèque, figures dessins et gravures de Clément-Pierre Marillier. La publication ayant été commencée puis abandonnée en l'an VI, le livre ne parait qu'en 1812 chez Testu, Paris[1].
- Boccace, Nouvelles, traduction libre de Mirabeau, 8 figures sous la direction de Nicolas Ponce d'après Clément-Pierre Marillier, L. Duprat, Letellier et Cie, 1802.
- Properce, Élégies, 2 volumes, 5 figures de Jean B. Dambrun, Rémi Delvaux, Jean-Baptiste Dupréel et Nicolas Ponce d'après Clément-Pierre Marillier, L. Duprat, Letellier et Cie, 1802.
- Arnaud Berquin, Œuvres complètes, 17 volumes, 197 figures ou frontispices, chez Antoine Auguste Renouard, 1803.
- Nicolas François de Neufchâteau, Olivier de Serres, Henri Grégoire, Le théâtre d'agriculture et ménage des champs, d'Olivier de Serres, Seigneur de Pradel, dans lequel est représenté tout ce qui est requis et nécessaire pour bien dresser, gouverner, enrichir et embellir la maison rustique, 2 volumes, Société d'agriculture du département de la Seine, chez Madame Huzard, Paris, 1804-1805.

### Gravures
- Assignats réunis en trompe-l'œil avec un gueux de Callot au milieu, gravure satirique représentant un rentier ruiné au milieu d'une collection d'assignats, 1792.

#### Graveurs ayant travaillé d'après Clément-Pierre Marillier
- D.F. Bassompierre
- Jean-Louis Delignon
- Remi-Henri-Joseph Delvaux
- A.B. Duhamel
- Emmanuel de Ghendt
- Henri-Joseph Godin
- Pierre-André Le Beau
- Gérard-René Le Vilain
- Nicolas Ponce

## Expositions
- Exposition des maîtres illustrateurs depuis le XVIIIe siècle jusqu'à nos jours, organisée par le Secours franco-américain pour les régions dévastées, Petit Palais, Paris, 1919[10].

## Réception critique
- « Rival heureux de Charles Eisen et de Hubert-François Gravelot, ses illustrations de Dorat, de la Bible de Sacy, du Cabinet des fées, le placent au rang des meilleurs dessinateurs de vignettes, et les critiques les plus sévères, ceux-mêmes qui semblent traiter Marillier avec prévention - Jules Renouvier entre autres - sont forcés de proclamer la vivacité de ses sujets, la facilité de son esprit ingénieux, son dessin correct, son habileté à agencer les figures dans les emblèmes et les décorations allégoriques. » - Théophile Lhuillier[1]
- « Peu de graveurs du XVIIIe siècle peuvent lui être comparés pour l'élégance et la délicatesse de sa pointe. » - Dictionnaire Bénézit[11]
- « Dans les années 1780, le dessinateur Clément-Pierre Marillier travaille aux planches de deux anthologies de fiction romanesque et merveilleuse, Le Cabinet des fées et Les Voyages imaginaires. Ses dessins illustrent ce qui est devenu un patrimoine littéraire et prolongent le discours des éditeurs des collections sur la tradition. Ils s'inscrivent dans une culture visuelle qui met en scène, par ses références aux grands maîtres comme aux modes décoratives contemporaines, autant de lieux communs pour ses lecteurs au tournant des Lumières. À cet égard, les décors intérieurs ou extérieurs des planches, associés aux légendes des cartouches, constituent autant de cadres topiques pour les codes gestuels éloquents de la série illustrée. Les espaces de l'image opposent ou associent scènes ouvertes (théâtralisation d'une parole sacrée souvent performative) et fermées (représentation d'un cercle où conversent des personnages absorbés). Ces représentations répétées de la parole romanesque contribuent à créer un effet cyclique propre à la somme d'images dont l'iconographie réflexive dresse un monument à la fiction merveilleuse. » - Aurélie Zygel Basso[12]

## Le Cabinet des fées, galerie

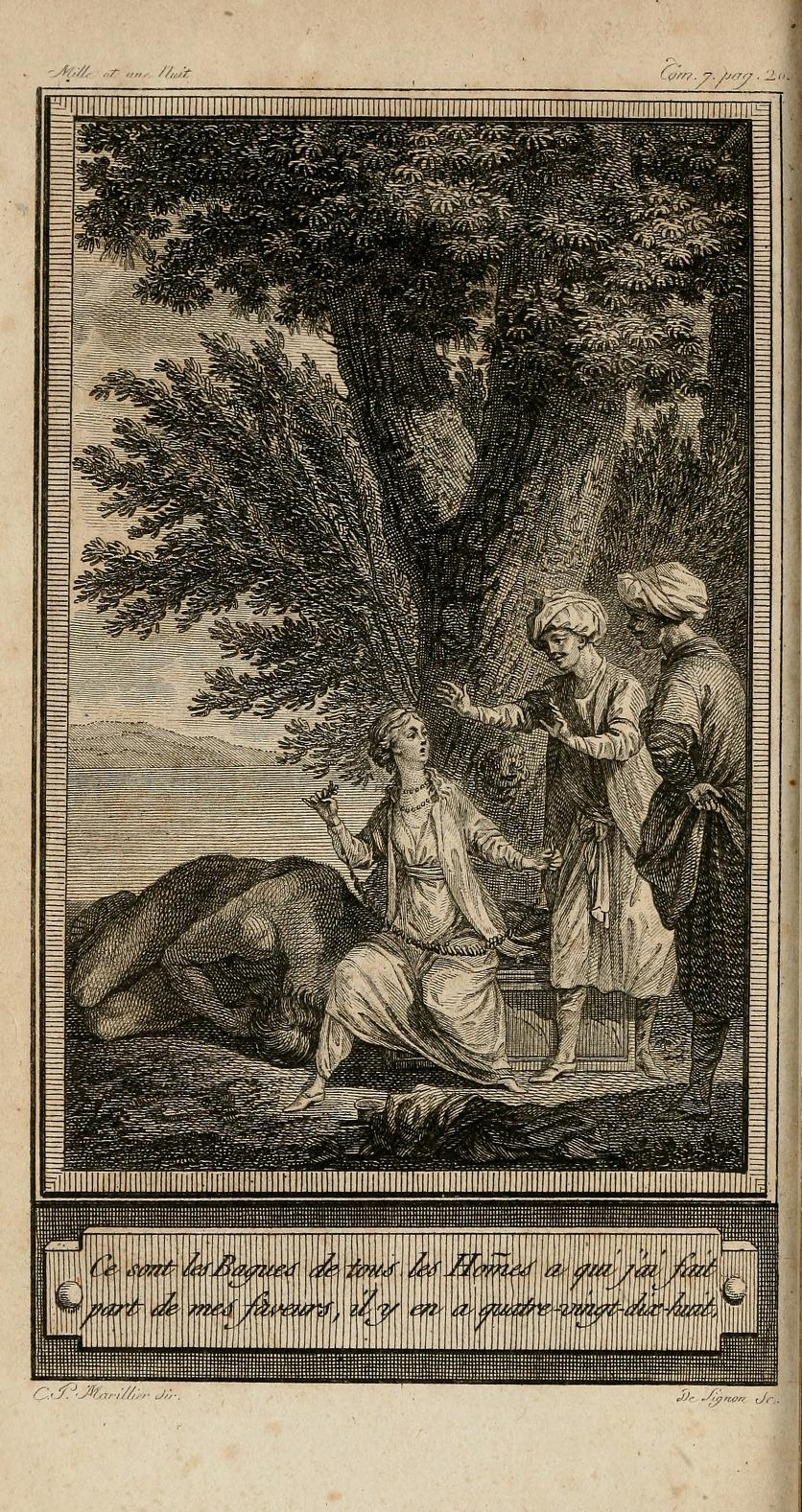
Ce sont les bagues de tous les hommes..., Delignon, graveur
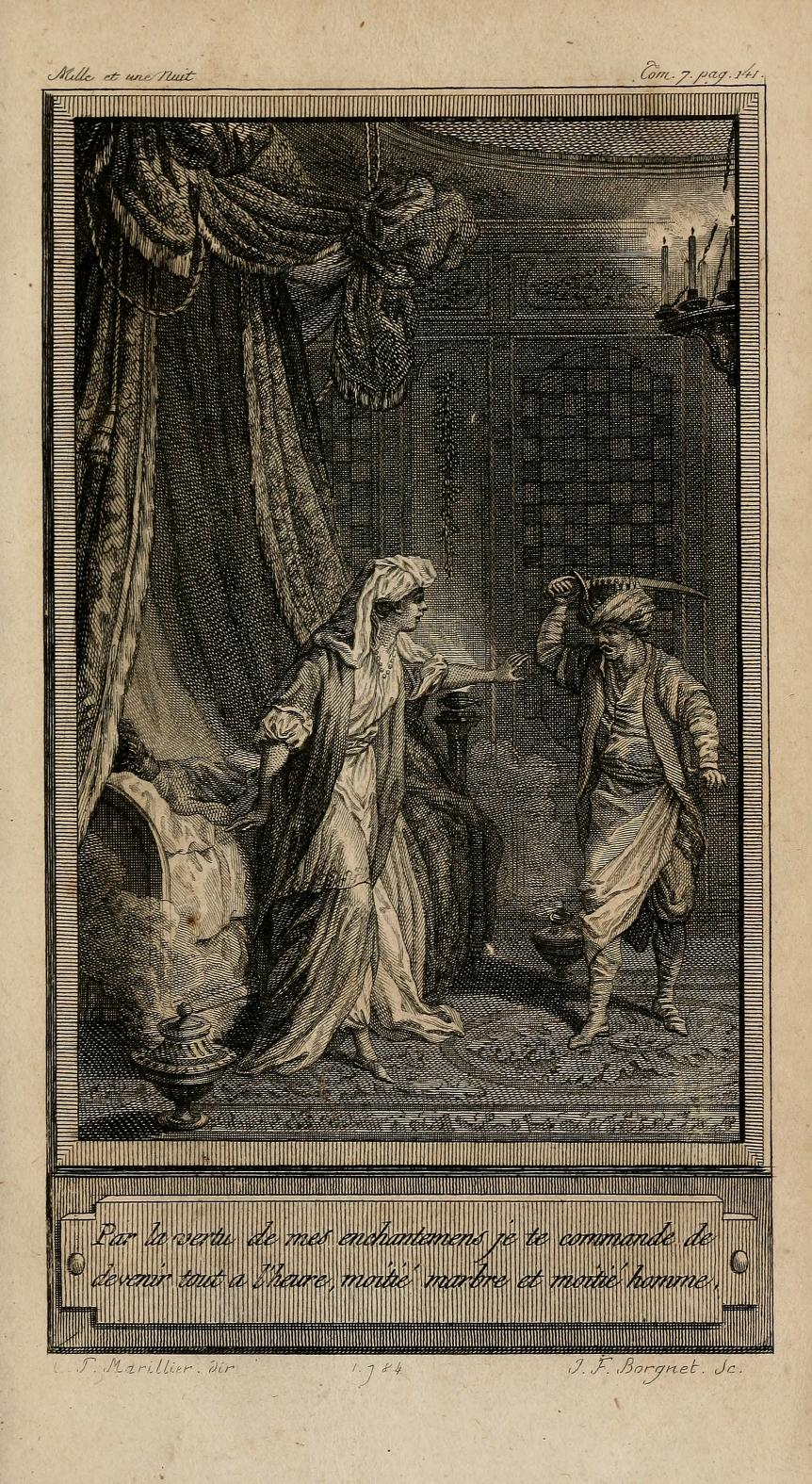
Par la vertu de mes enchantements..., Borgnet, graveur
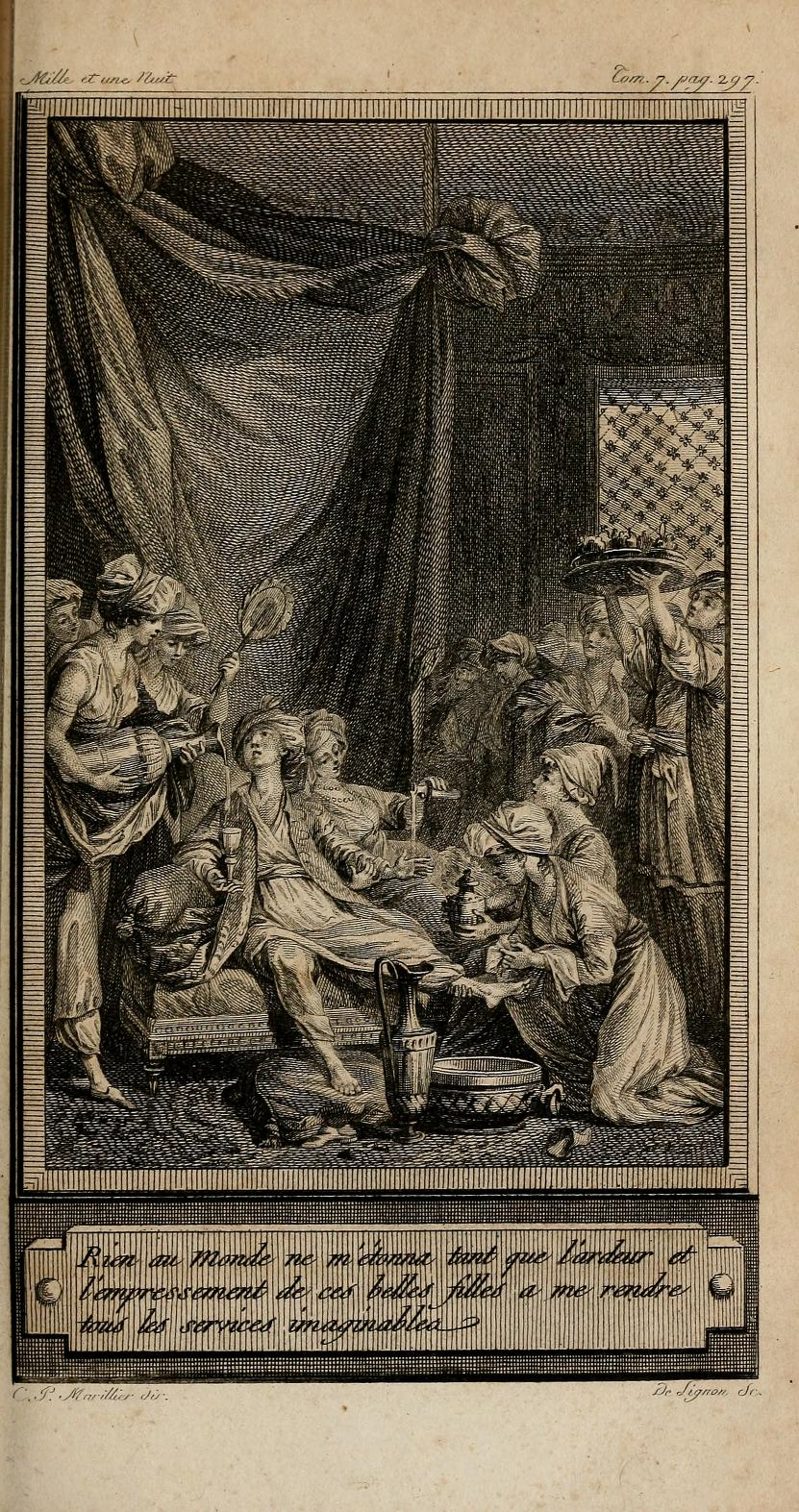
Rien au monde ne m'étonne tant..., Delignon, graveur
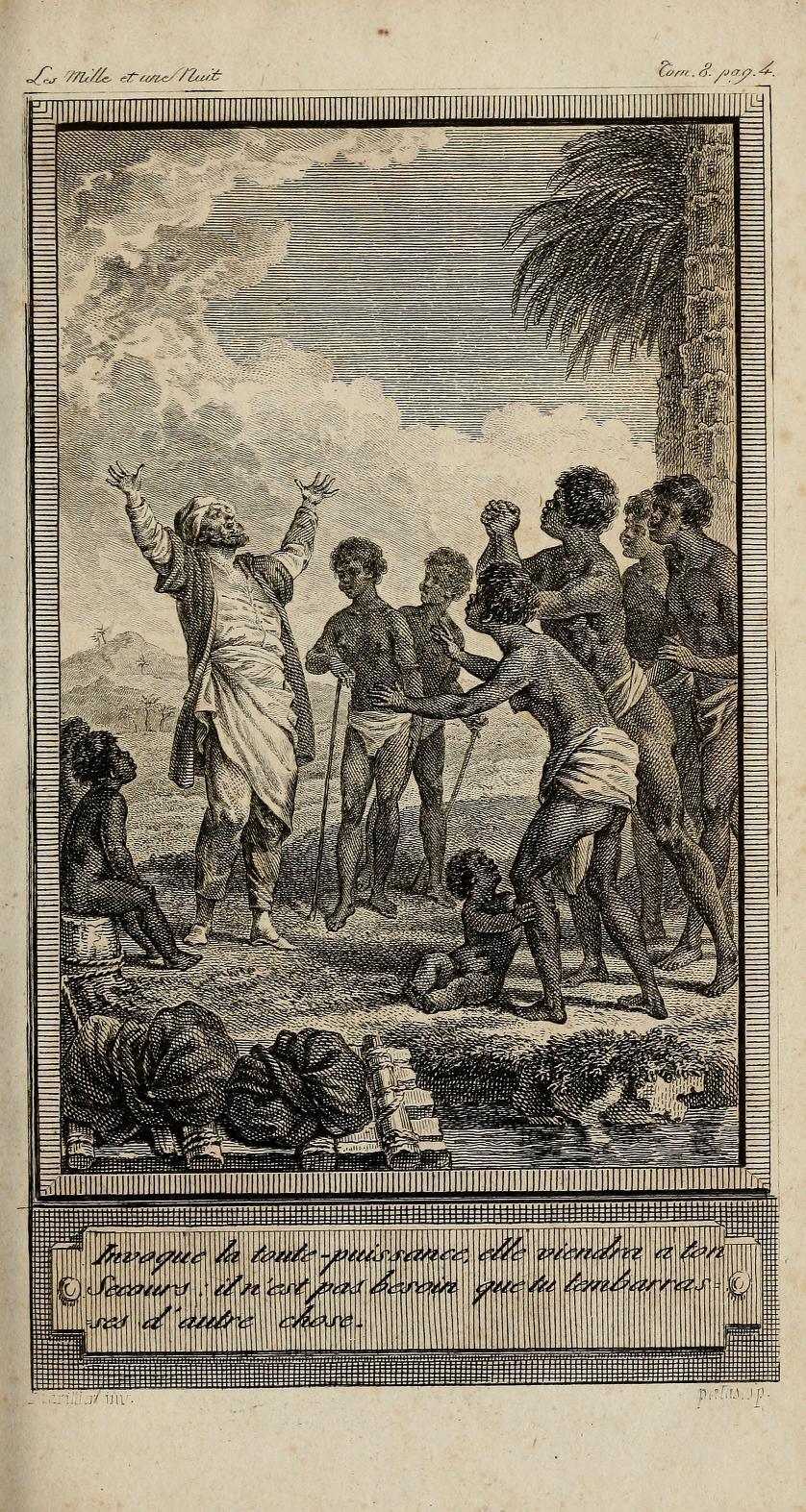
Invoque la toute-puissance..., Patas, graveur
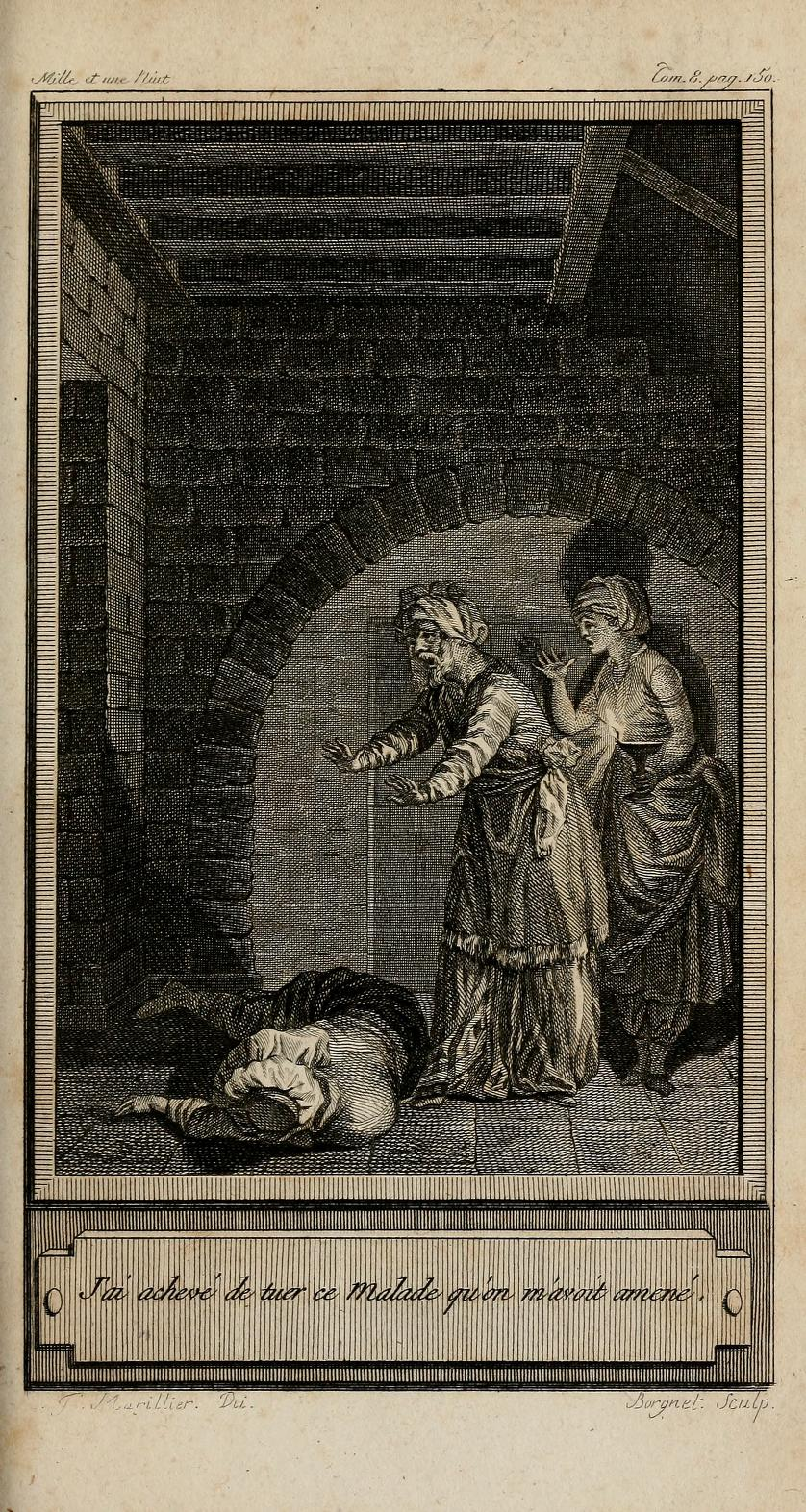
J'ai achevé de tuer ce malade..., Borgnet, graveur
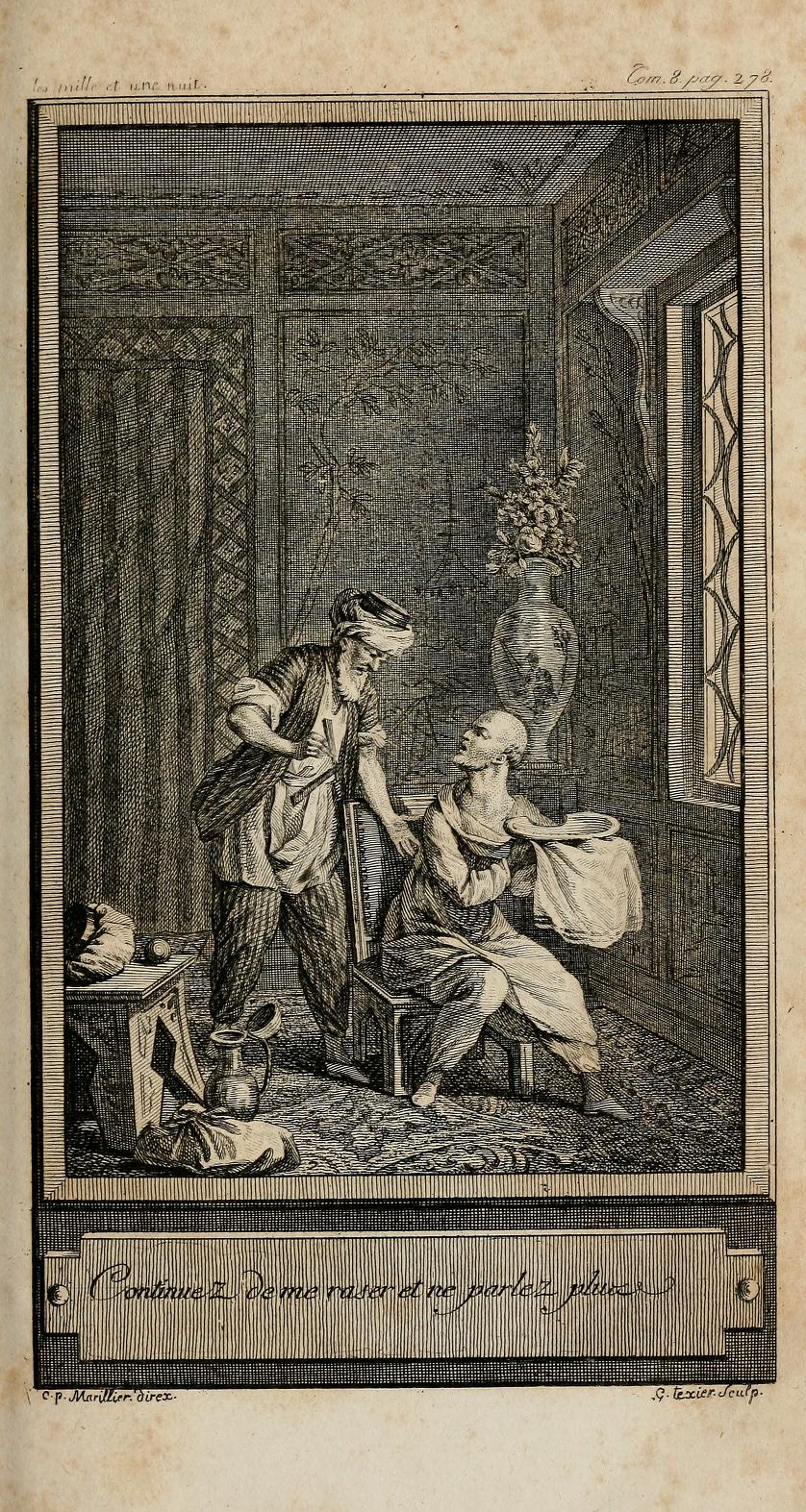
Continue de ma raser..., Texier, graveur
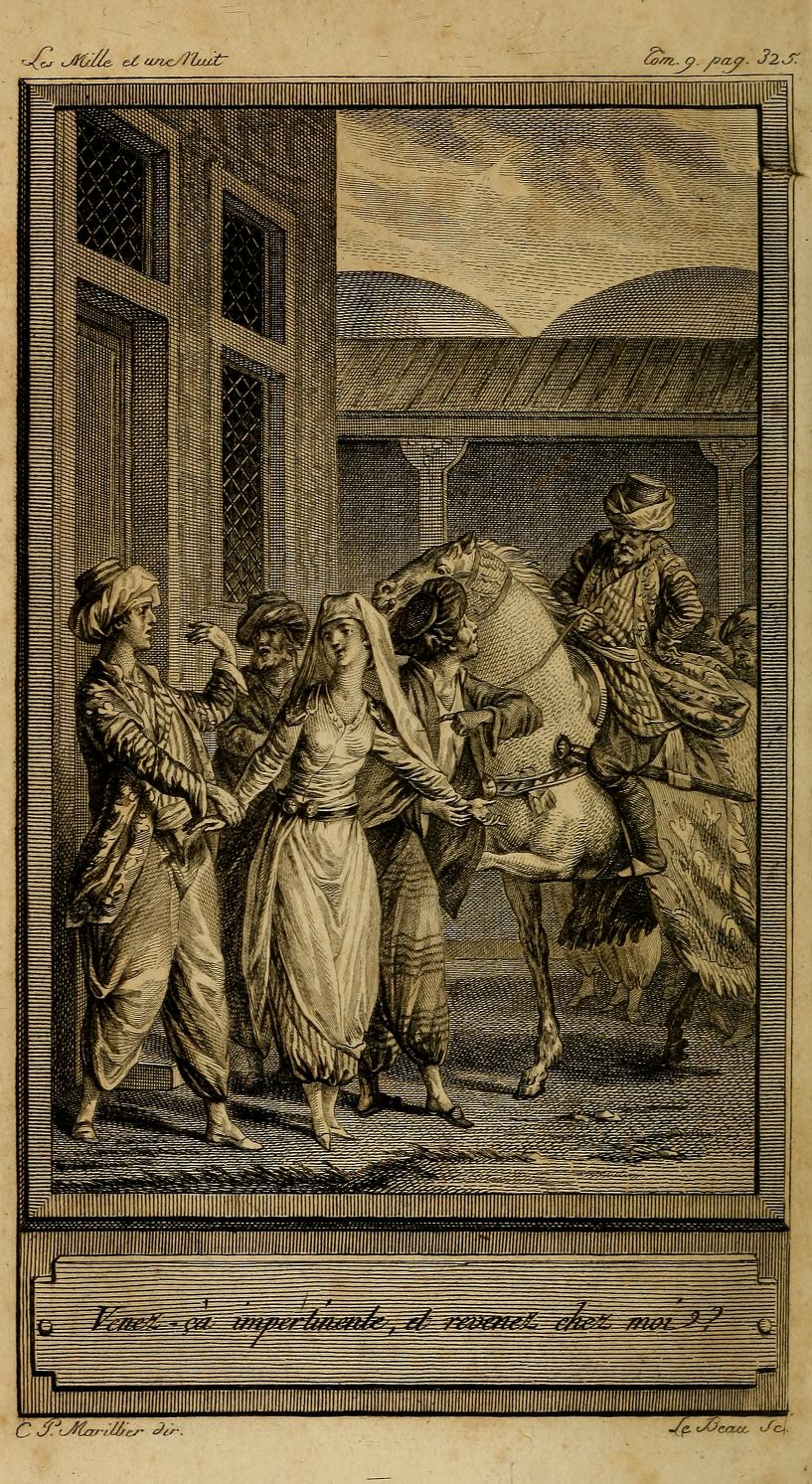
Venez-çà, impertinente..., Le Beau, graveur
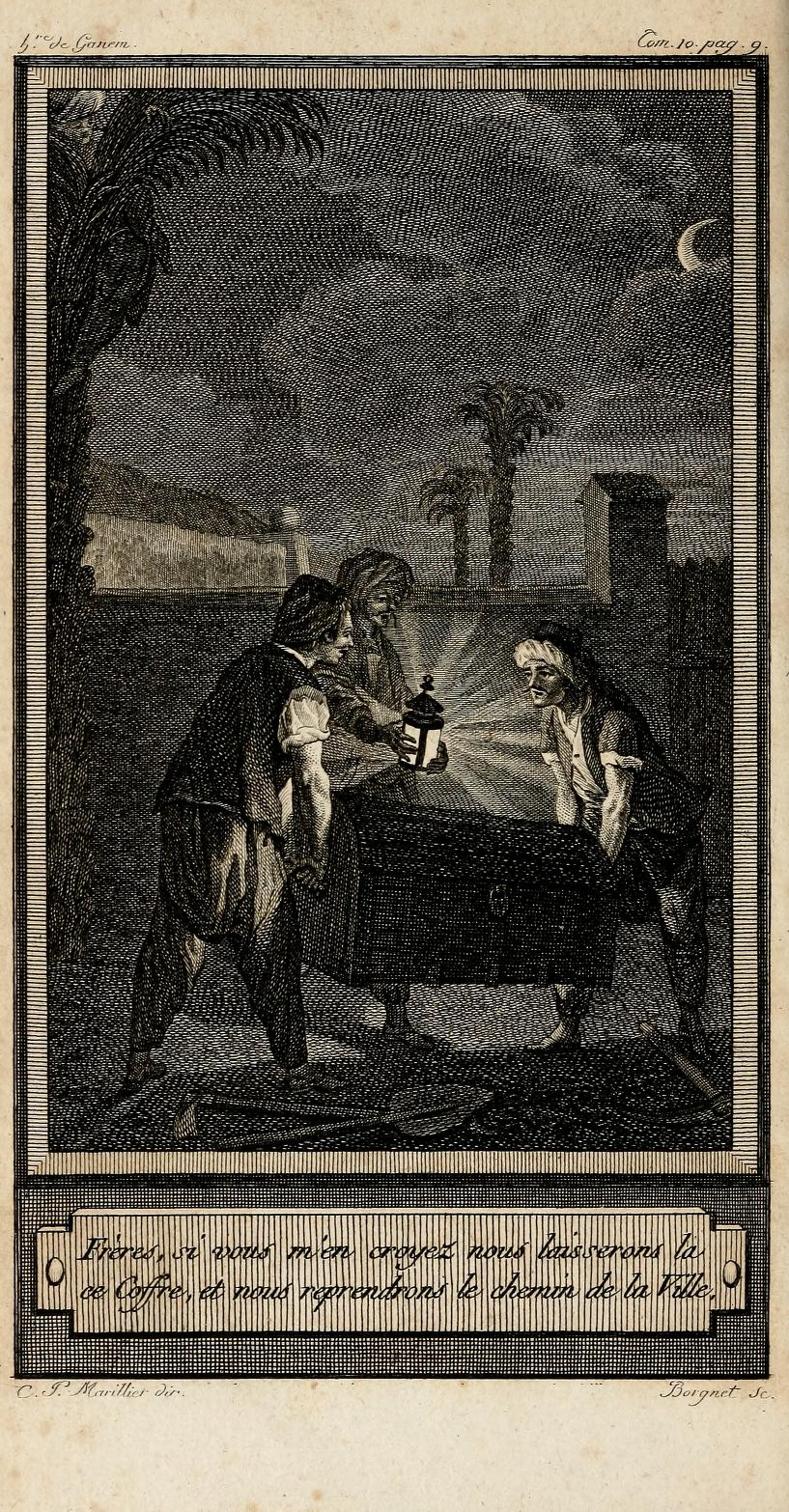
Frères, si vous m'en croyez..., Borgnet, graveur
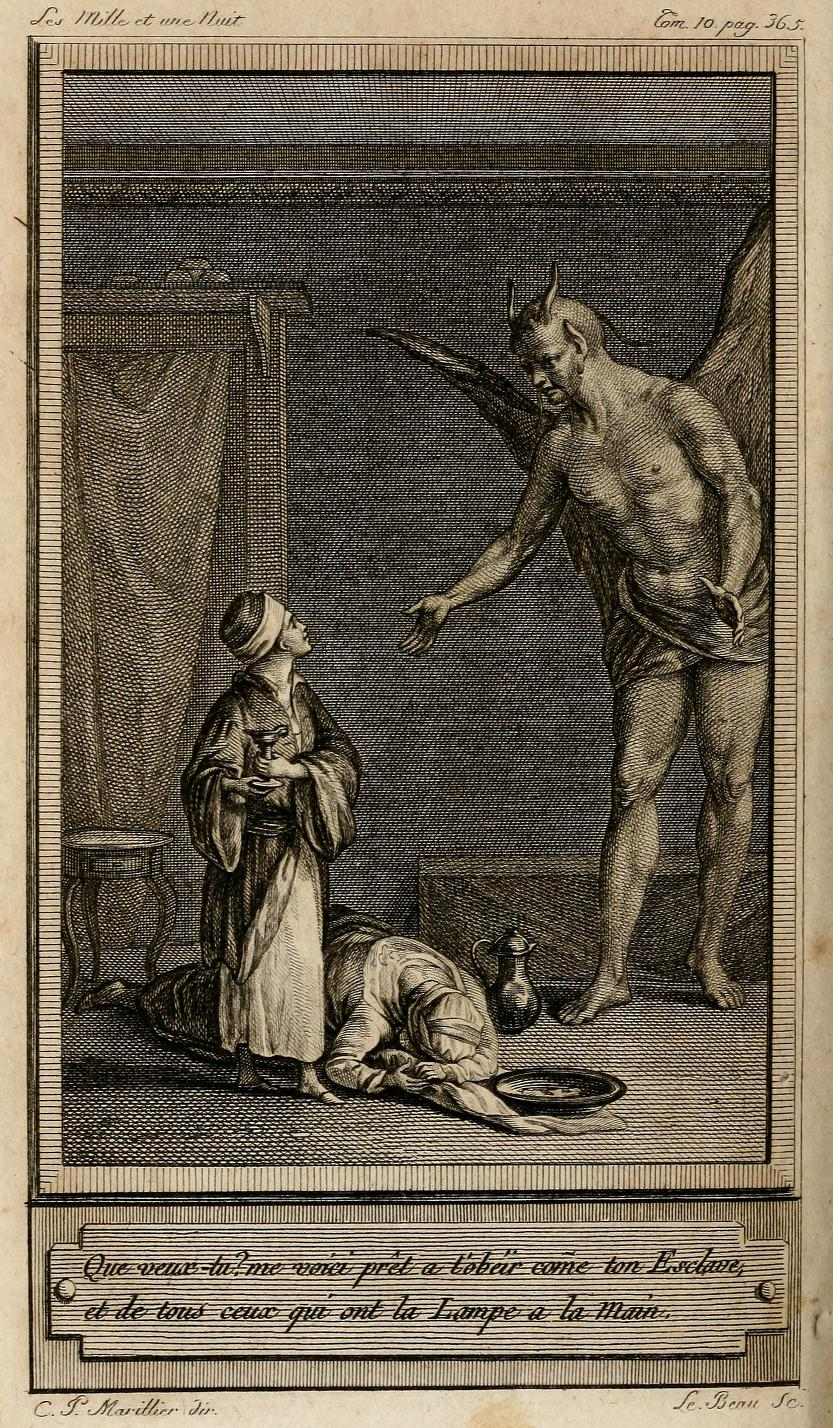
Que veux-tu ? Me voici prêt à t'obéir..., Le Beau, graveur
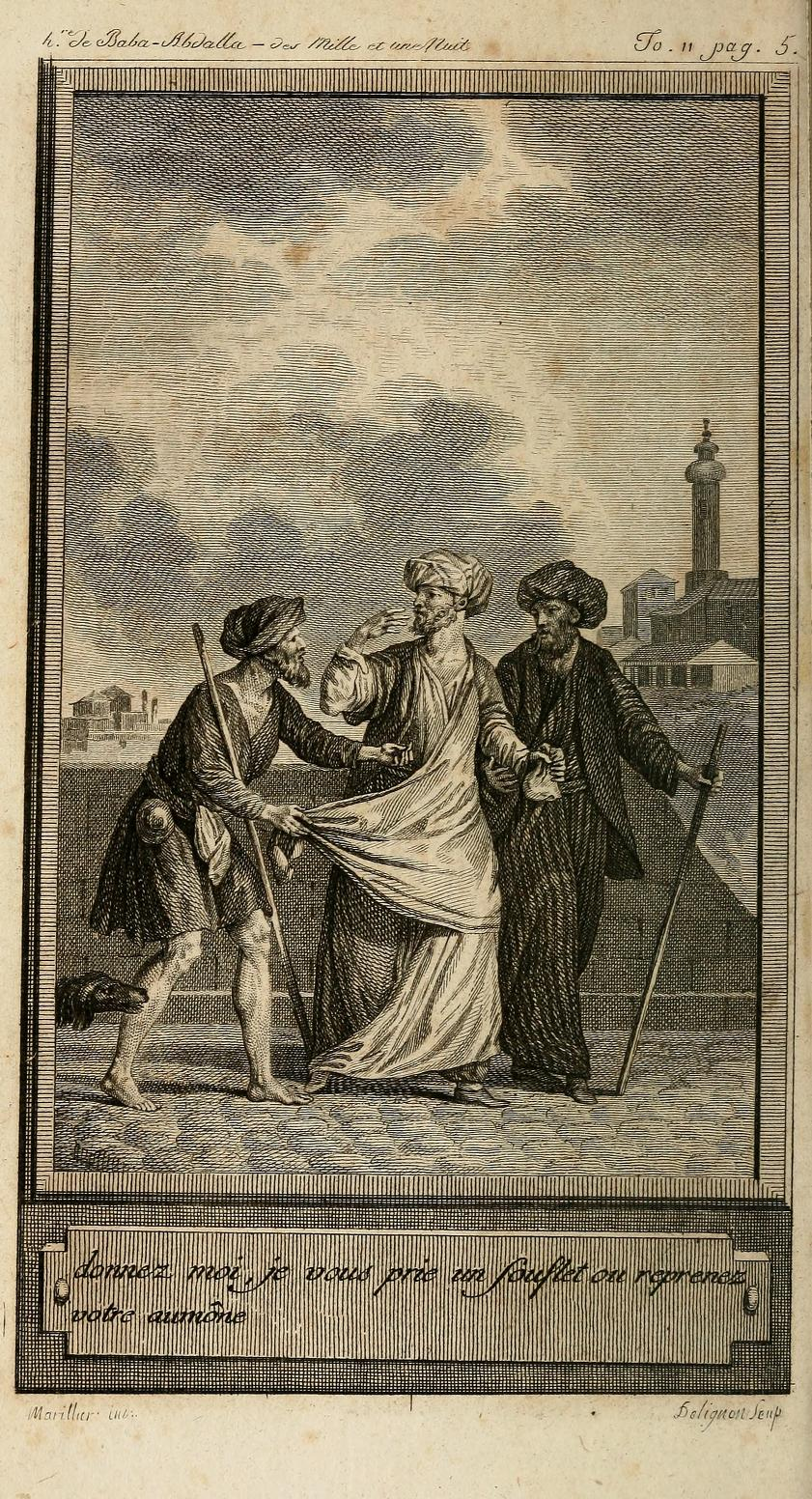
Donnez-moi je vous prie un soufflet..., Delignon, graveur
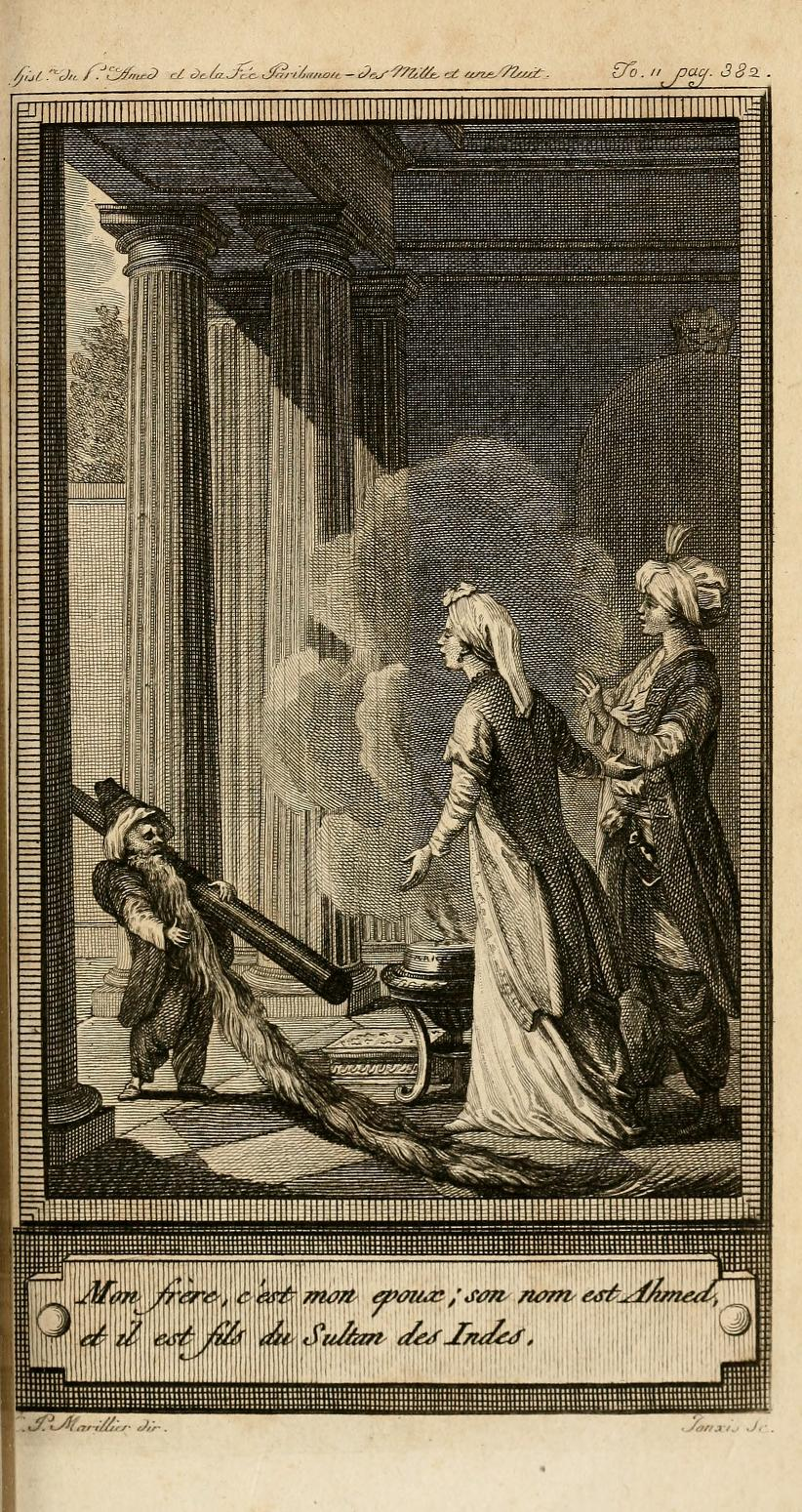
Mon frère, c'est mon époux..., Jonxis, graveur

## Musées et collections publiques
- Belgique

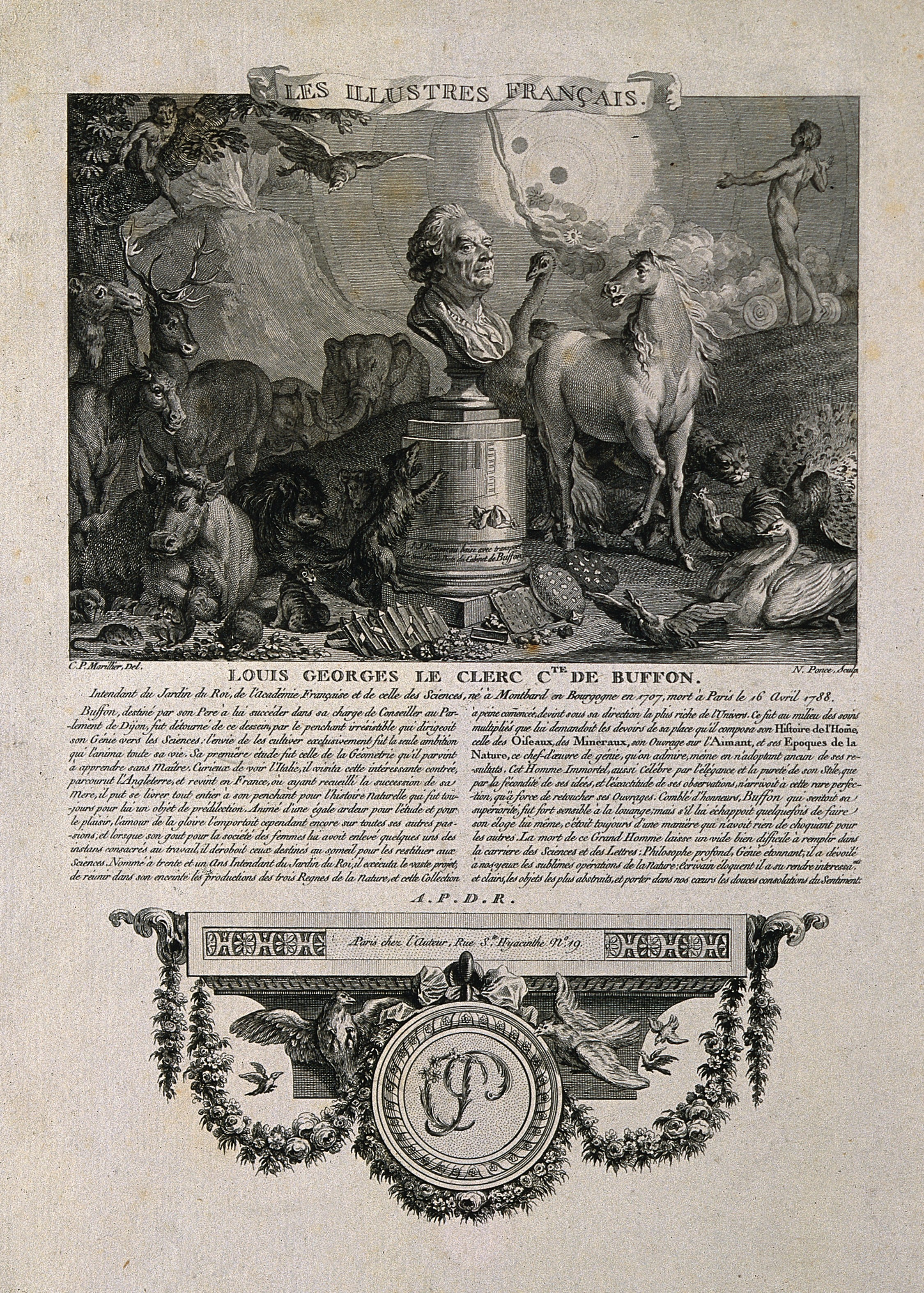
Les illustres Français - Georges-Louis Leclerc de Buffon, Ponce, graveur.

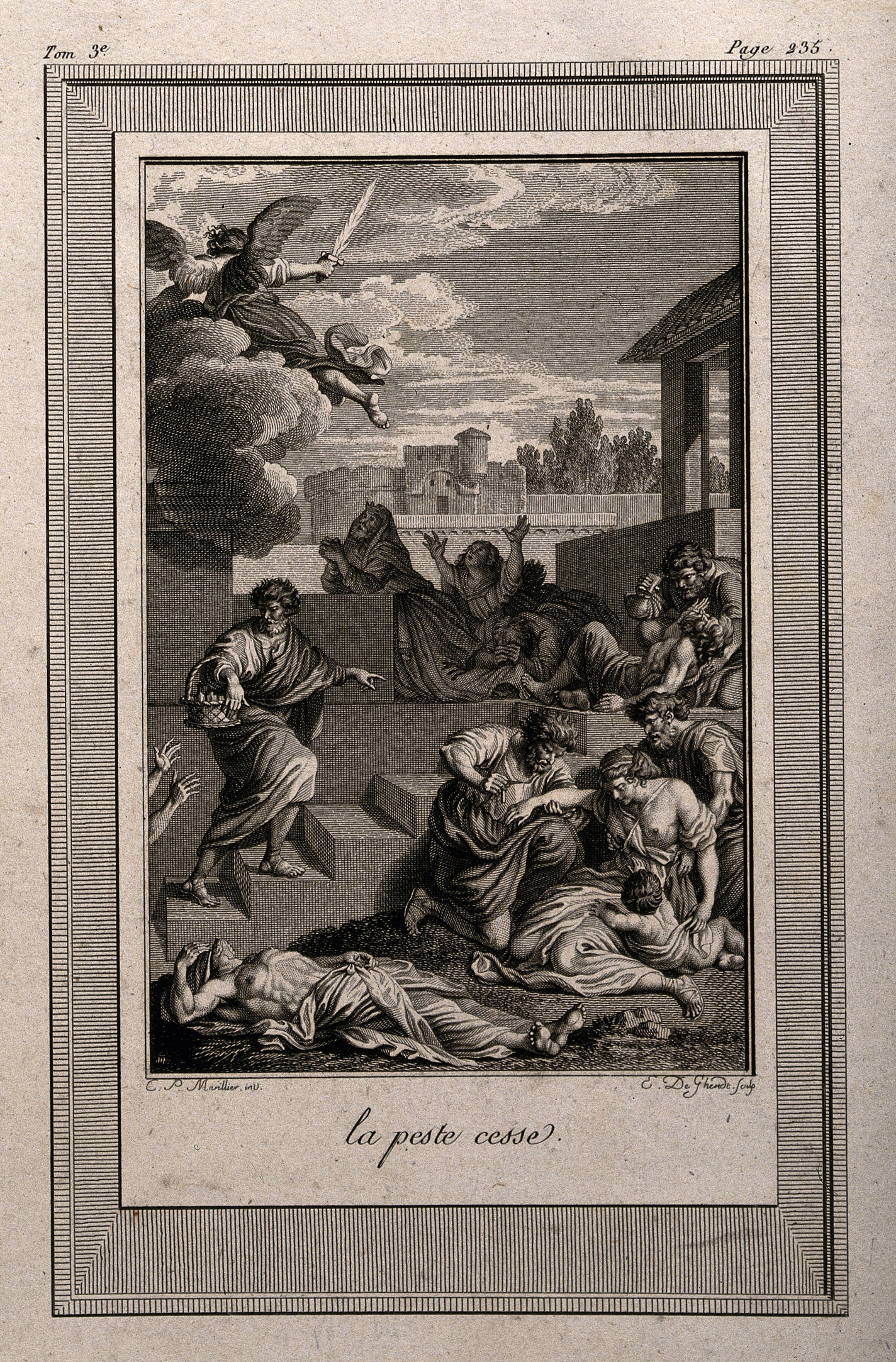
« La peste cesse », La Sainte Bible, De Ghendt, graveur.

  - Université de Gand, Les contes des génies, ou les charmantes leçons d'Horam, fils d'Asmar, 1767.
- États-Unis
  - Bibliothèque publique de Boston, Le cabinet des fées[13].
  - Musée des Beaux-Arts de Boston, Recueils de chiffres inventés par de Saint-Aubin.
  - Musées d'art de Harvard, Cambridge (Massachusetts)[14].
  - Art Institute of Chicago, Recueils de chiffres inventés par de Saint-Aubin.
  - Bridwell Library, université méthodiste du Sud, Dallas, La Sainte Bible, contenant l'Ancien et le Nouveau Testament, traduite en français sur la Vulgate par Lemaistre de Sacy.
  - Musée des beaux-arts de Houston, gravure pour L'Iliade par Nicolas Ponce d'après Clément-Pierre Marillier.
  - Minneapolis Institute of Art, gravure d'Emmanuel De Ghendt d'après Clément-Pierre Marillier.
  - Metropolitan Museum of Art, New York, 78 gravures[15].
  - Morgan Library and Museum, New York, Figure classique au livre et au caducée, dessin original encre et sépia[16].
  - Philadelphia Museum of Art, Philadelphie[17].
  - Bibliothèque de l'université de Princeton (New Jersey), Fables de Claude-Joseph Dorat[18], épreuves avant lettrage pour les Œuvres de Jean-Jacques Rousseau (Émile ou De l'éducation et Julie ou la Nouvelle Héloïse) et lettre manuscrite du 17 février 1808 de Clément-Pierre Marillier au préfet concernant sa nomination au poste de maire de Boissise-la-Bertrand[7].
  - San Francisco De Young Museum, 86 gravures[19].
  - Bibliothèque Huntington, San Marino (Californie), Robinson Crusoe et Vendredi (Les voyages imaginaires), gravé par Rémi Delvaux d'après Clément-Pierre Marillier.
  - National Gallery of Art, Washington[20].
  - Davis Museum, Wellesley College (en), Wellesley (Massachusetts), Premier recueil de chiffres, gravé par Clément-Pierre Marillier d'après Charles-Germain de Saint-Aubin.
- France
  - Bibliothèque Mériadeck, Bordeaux, Le Cabinet des fées[21].
  - Musée Thomas-Henry, Cherbourg, Les illustres français, gravé par Nicolas Ponde d'après Clément-Pierre Marillier[22].
  - Bibliothèque municipale de Dijon, fonds Marillier.
  - Musée des beaux-arts de Dijon, Homme se tirant une épine du pied et La corbeille de mariage, dessins originaux.
  - Bibliothèque du Prytanée national militaire, La Flèche, Œuvres complètes d'Alexander Pope.
  - Archives départementales de l'Aisne, Laon, Les illustres Français : Anne de Montmorency, Gaston de Foix-Nemours, François de Lorraine, planche gravée par Nicolas Ponce d'après Clément-Pierre Marillier.
  - Musée Médard, Lunel.
  - Bibliothèque Diderot, Lyon, volumes des Œuvres complètes de Jean-Jacques Rousseau[9].
  - Musée Jean-Jacques-Rousseau, Montmorency (Val d'Oise), Jean-Jacques Rousseau, gravé par Emmanuel de Ghendt d'après Clément-Pierre Marillier.
  - Musée Dobrée, Nantes, Vespasien fait arracher Sabinus et Éponine du souterrain dans lequel ils vivaient avec leurs enfants, dessin[22].
  - Musée des beaux-arts d'Orléans, Orphée et Fête des tabernacles, gravés par Emmanuel De Ghendt d'après Clément-Pierre Marillier[22].
  - Bibliothèque Forney, Paris, Recueil de gravures d'après les dessins de Clément-Pierre Marillier, gravures de Jean-François Borgnet, Louis Croutelle, Jean-Louis Delignon, Rémi Delvaux, Emmanuel De Ghendt, Gérard René Le Vilain.
  - Bibliothèque nationale de France, Paris[8].
  - École nationale supérieure des beaux-arts, Paris[23].
  - Musée du Louvre, Paris, L'heureuse favorite, gravé par Antoine Louis Romanet sur un dessin de Clément-Pierre Marillier d'après Jean-Honoré Fragonard.
  - Musée national du château de Pau, Le Siège de Beauvais, dessin gravé par Jean-Jacques Avril[24] ; Henri IV dit le Grand, dessin gravé par Nicolas Ponce ; La naissance d'Henri IV, Trait de générosité du jeune Henri de Navarre, Mort de La Gaucherie, précepteur d'Henri IV, Les fiançailles d'Henri IV et de Marguerite de Valois, Louis XVI, Marie-Antoinette et le Dauphin, gravés par Pierre Duflos le Jeune ; Allégorie de l'enseignement des arts, gravé par Clément-Pierre Marillier d'après Jean-François de Troy.
  - Musée Hyacinthe-Rigaud, Perpignan, Un philosophe, dessin[22].
  - Musée national de l'éducation, Rouen, vignettes pour L'Iliade gravées par Jean B. Dambrun d'après Clément-Pierre Marillier ; Les illustres Français : Michel de Montaigne - Représentation de sa vie à l'aide de petits tableaux réunis autour de son portrait en médaillon, gravé par Nicolas Ponde d'après Clément-Pierre Marillier.
  - Musée Antoine-Lécuyer, Saint-Quentin.
  - Château de Versailles, Les hommes illustres - Pierre Puget, gravé par Nicolas Ponce d'après Clément-Pierre Marillier[25] ; Madame du Barry[26] et Maximilien de Béthune, duc de Sully, gravés par Pierre-Adrien Le Beau d'après Clément-Pierre Marillier[27].
- Pays-Bas
  - Rijksmuseum, Amsterdam, Les illustres français, gravé par Nicolas Ponce d'après Clément-Pierre Marillier.
- Portugal
  - Bibliothèque nationale du Portugal, Lisbonne.
- Royaume-Uni
  - British Library, Londres, Les voyages imaginaires, 1787, 1788, 1789.
  - British Museum, Londres, Putto pleurant sur un berceau vide, gravé par Joseph de Longueil pour les Fables de Claude-Joseph Dorat[28], La Nouvelle Héloïse - « Le feu s'exhalait avec nos soupirs de nos lèvres brûlantes », gravé par Emmanuel De Ghendt d'après Clément-Pierre Marillier, 1783.
  - Victoria and Albert Museum, Londres, Dieu présentant Eve à Adam, gravé par Nicolas Ponce d'après Clément-Pierre Marillier[29].
  - Institution Taylor, université d'Oxford, Œuvres choisies du Comte de Tressan ; Mélanges de poésies fugitives et de prose... et Les victimes de l'amour de Claude-Joseph Dorat.
  - Waddesdon Manor, Buckinghamshire.
- Suisse
  - Musée d'art et d'histoire de Genève, Jean-Jacques Rousseau, gravé par A.B. Duhamel d'après Clément-Pierre Marillier ; Recueil de chiffres inventés par de Saint-Aubin.